# Benoît Mandelbrot
Benoît B. Mandelbrot, född 20 november 1924 i Warszawa, död 14 oktober 2010 i Cambridge, Massachusetts, var en polskfödd fransk-amerikansk matematiker av litauisk-judisk härkomst. Han var en frontfigur inom fraktal geometri.

## Uppväxt
Mandelbrot föddes i Warszawa den 20 november 1924, men familjen flyttade till Frankrike när han var 12 år. Hans familj hade starka akademiska traditioner, hans mor var medicine doktor, och en av hans farbröder, Szolem Mandelbrojt, var professor i matematik i Paris. 
Mandelbrot studerade i Paris till andra världskrigets utbrott, då familjen flyttade till Tulle i södra Frankrike. 1944 återvände han till Paris och påbörjade studier i matematik vid École polytechnique med bland annat Gaston Julia och Paul Pierre Lévy som lärare. Han tog sin examen 1947 och tillbringade sedan två år vid California Institute of Technology där han studerade aerodynamik. Tillbaka i Frankrike fortsatte han sina matematiska studier vid Universitetet i Paris och tog där doktorsexamen 1952.
Mellan 1949 och 1957 var Mandelbrot medlem av Centre national de la recherche scientifique, och han tillbringade också ett år vid Institute for Advanced Study vid Princeton University i USA, understödd av John von Neumann. 1955 gifte han sig med Aliette Kagan, och de flyttade till Genève.
1958 flyttade familjen till USA där Mandelbrot fick anställning vid IBM:s J. Watson Research Centre i delstaten New York. Han var kvar hos IBM under resten av sitt yrkesverksamma liv och utnämndes till IBM Fellow, en hederstitel för framstående forskningsarbete.

## Senare år
Från 1955 arbetade Mandelbrot med problem, och publicerade artiklar inom så vitt skilda områden som informationsteori, ekonomi och strömningsmekanik.
År 1967 publicerade han en artikel i tidskriften Science med titeln "How Long Is the Coast of Britain? Statistical Self-Similarity and Fractional Dimension" (se en kuststräckas längd). I denna skrift diskuterar Mandelbrot självsimulerande kurvor, kurvor där mönster och struktur upprepas regelbundet i allt mindre skala så att allt ser likadant ut oberoende av i vilken skala man betraktar dessa. Sådana kurvor har en fraktal dimension mellan 1 och 2 och är exempel på "fraktaler", en term Mandelbrot myntar, dock inte i denna skrift; ordet brukar han först år 1975 i publikationen Les objets fractals, forme, hasard et dimension.
1979, medan han var gästprofessor vid Harvard University, började Mandelbrot studera den fraktal som kallas Juliamängden. Han utgick då från tidigare arbeten av Gaston Julia och Pierre Fatou, och med hjälp av datorer framställde Mandelbrot bilder av Juliamängder till ekvationen z2 - c. Vid undersökningar av hur dessa Juliamängder berodde på den komplexa parametern c upptäckte han den efter honom uppkallade Mandelbrotmängden. 1982 publicerade han sina upptäckter i den mycket uppmärksammade skriften The Fractal Geometry of Nature. Boken beskriver inte bara Mandelbrot- och Juliamängderna utan även ett stort antal fraktaler som bygger på så kallade L-system. Mest känd av dessa är antagligen "Apträdet" (engelska monkeys' tree), som liksom många andra fraktaler i skriften bygger på von Kochs snöflinga, en kurva som Mandelbrot ofta använt som utgångspunkt för sina resonemang.
Efter att ha lämnat IBM år 1987 blev han Sterling Professor of Mathematical Sciences vid Yale University. Han tilldelades det prestigefyllda Japanpriset 2003 för sina upptäckter.

Mandelbrotmängden, varje enskild bild är en förstoring av en del av den föregående bilden.
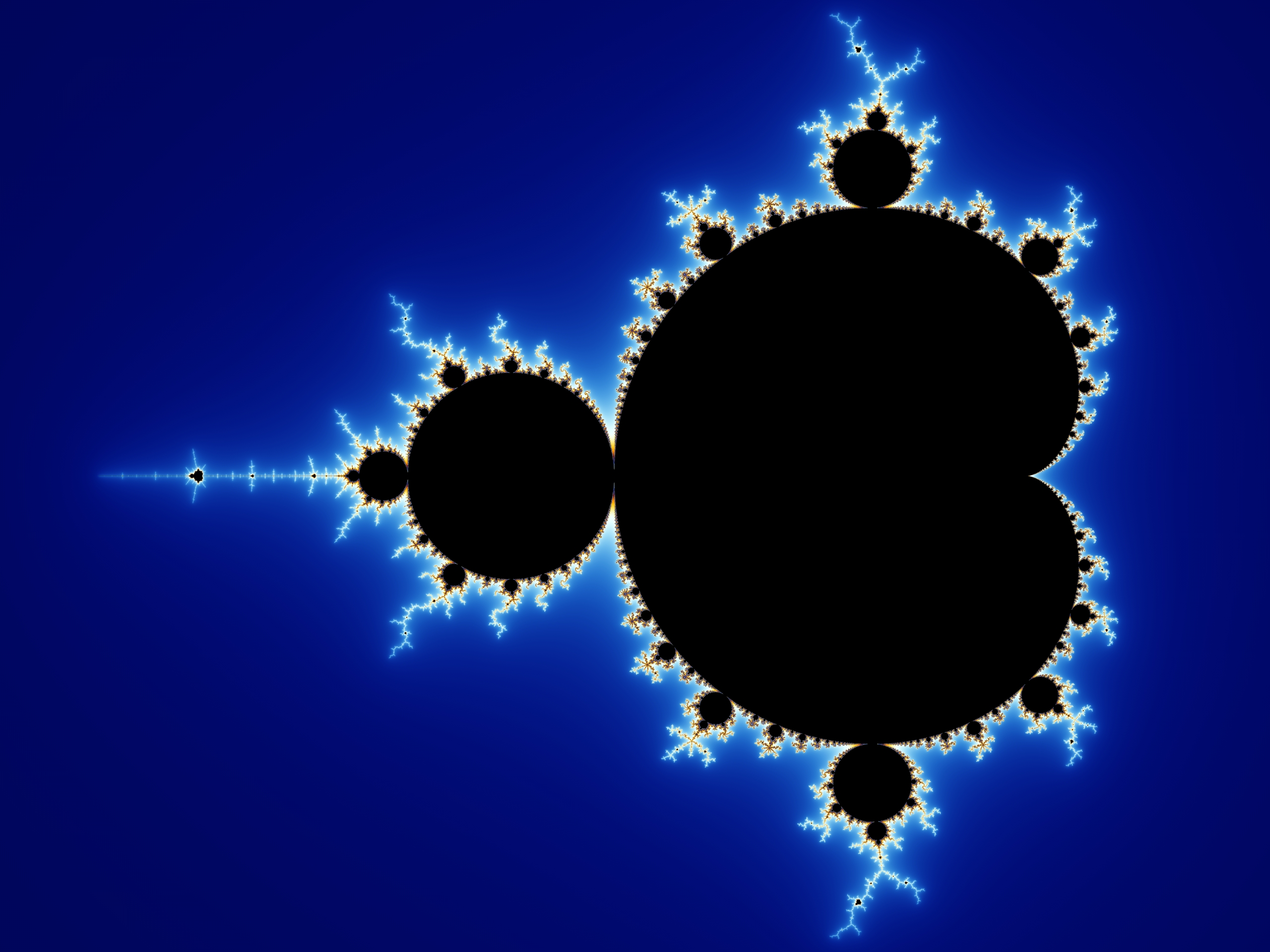
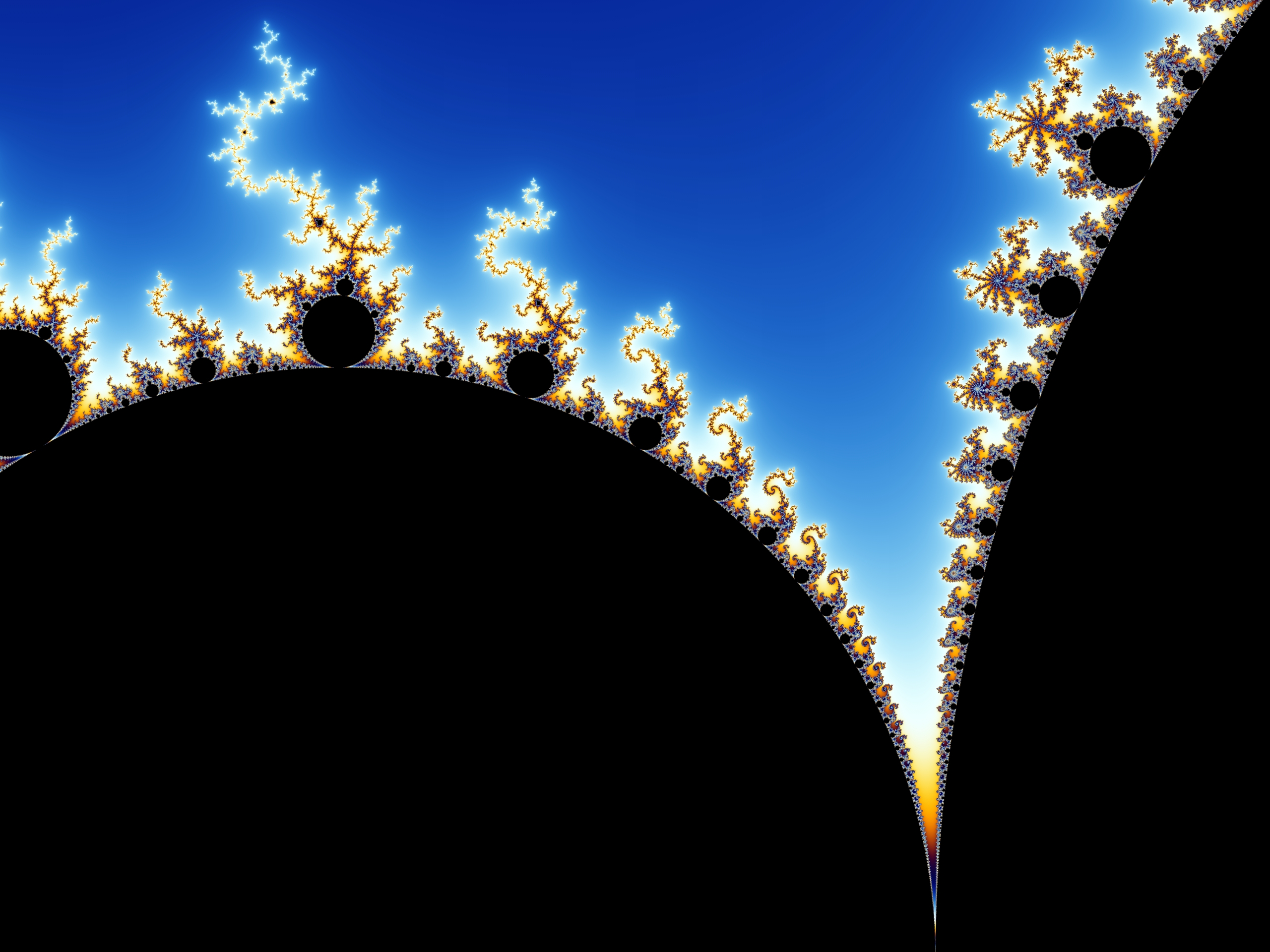
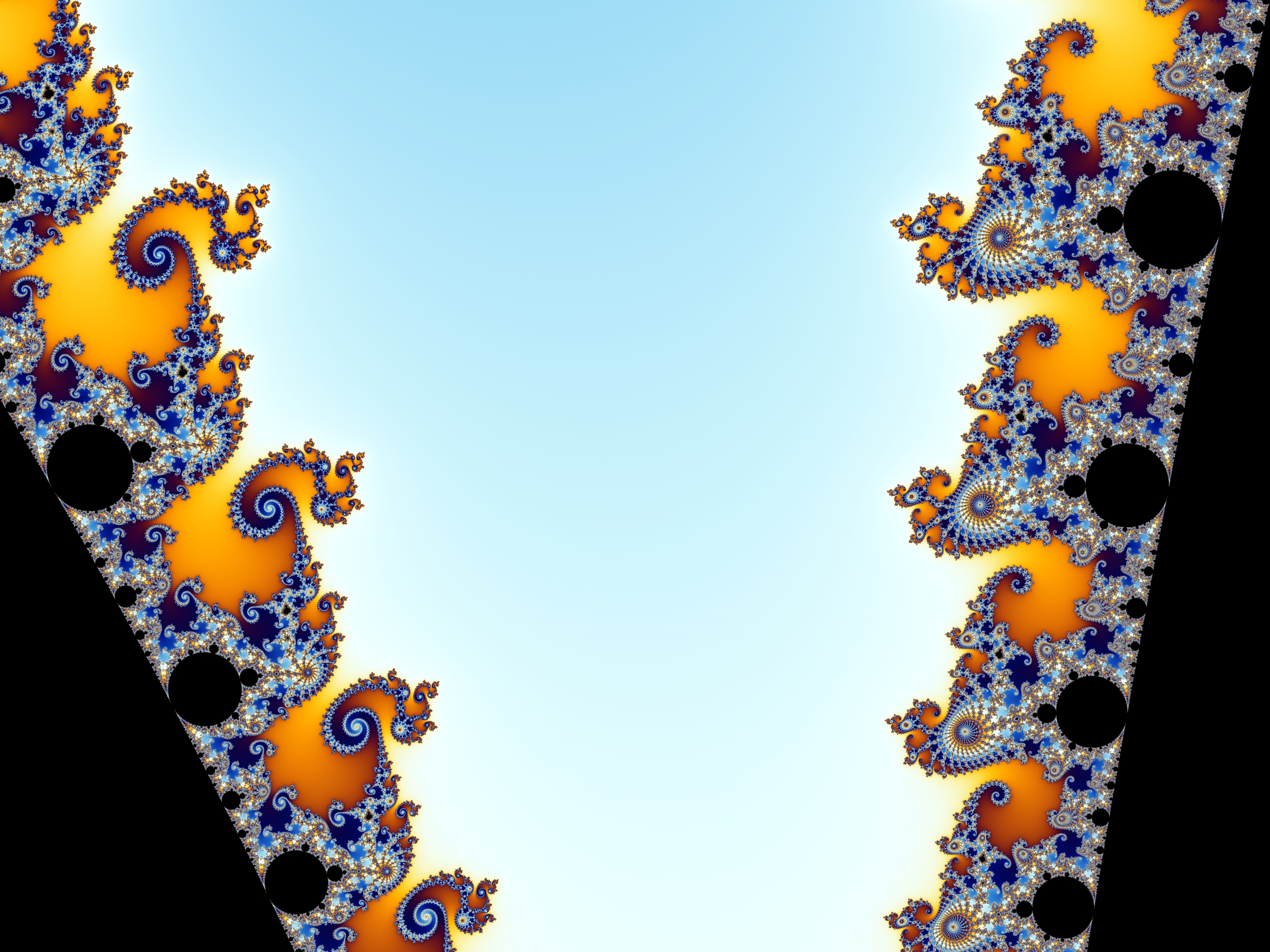
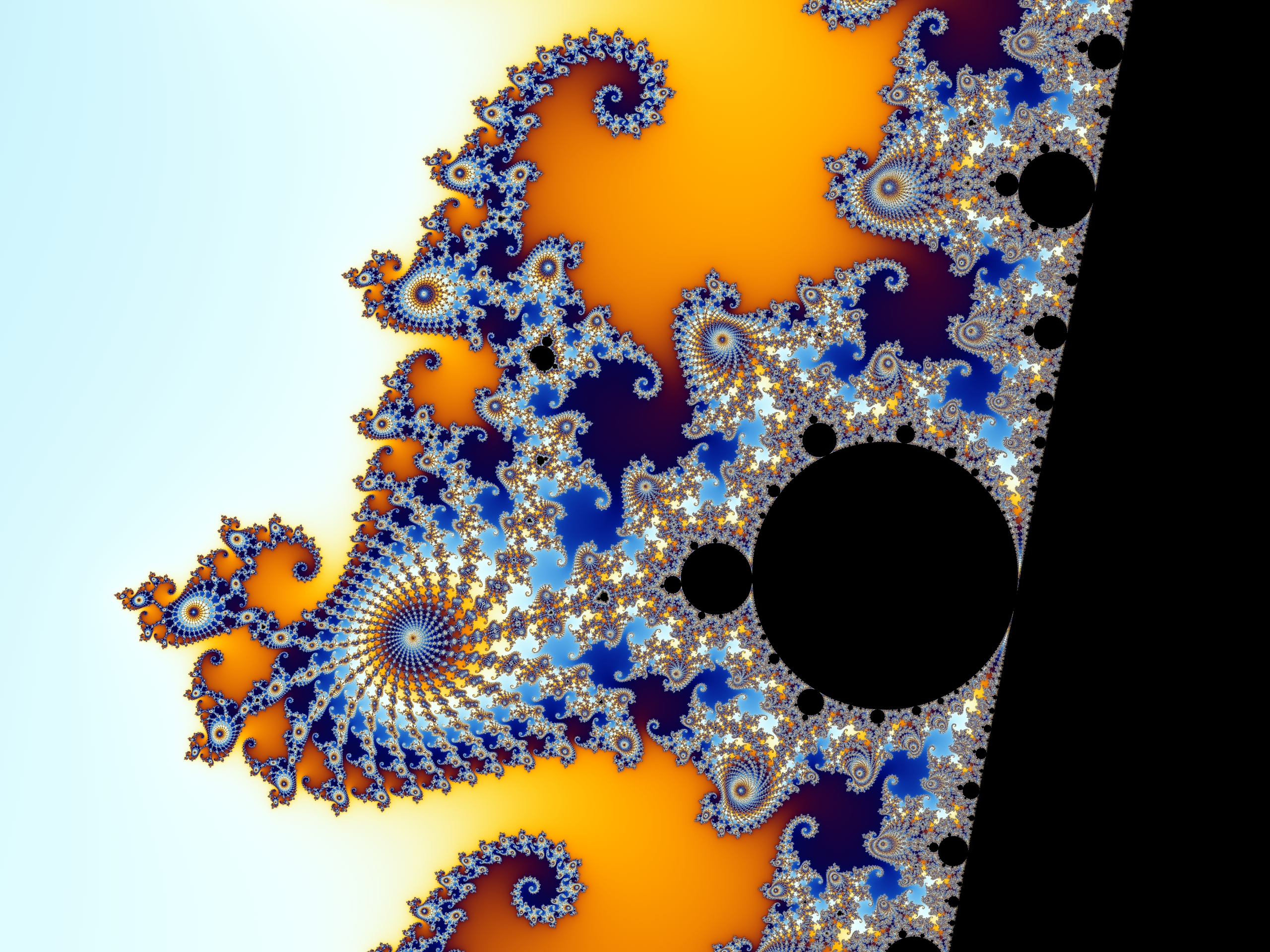
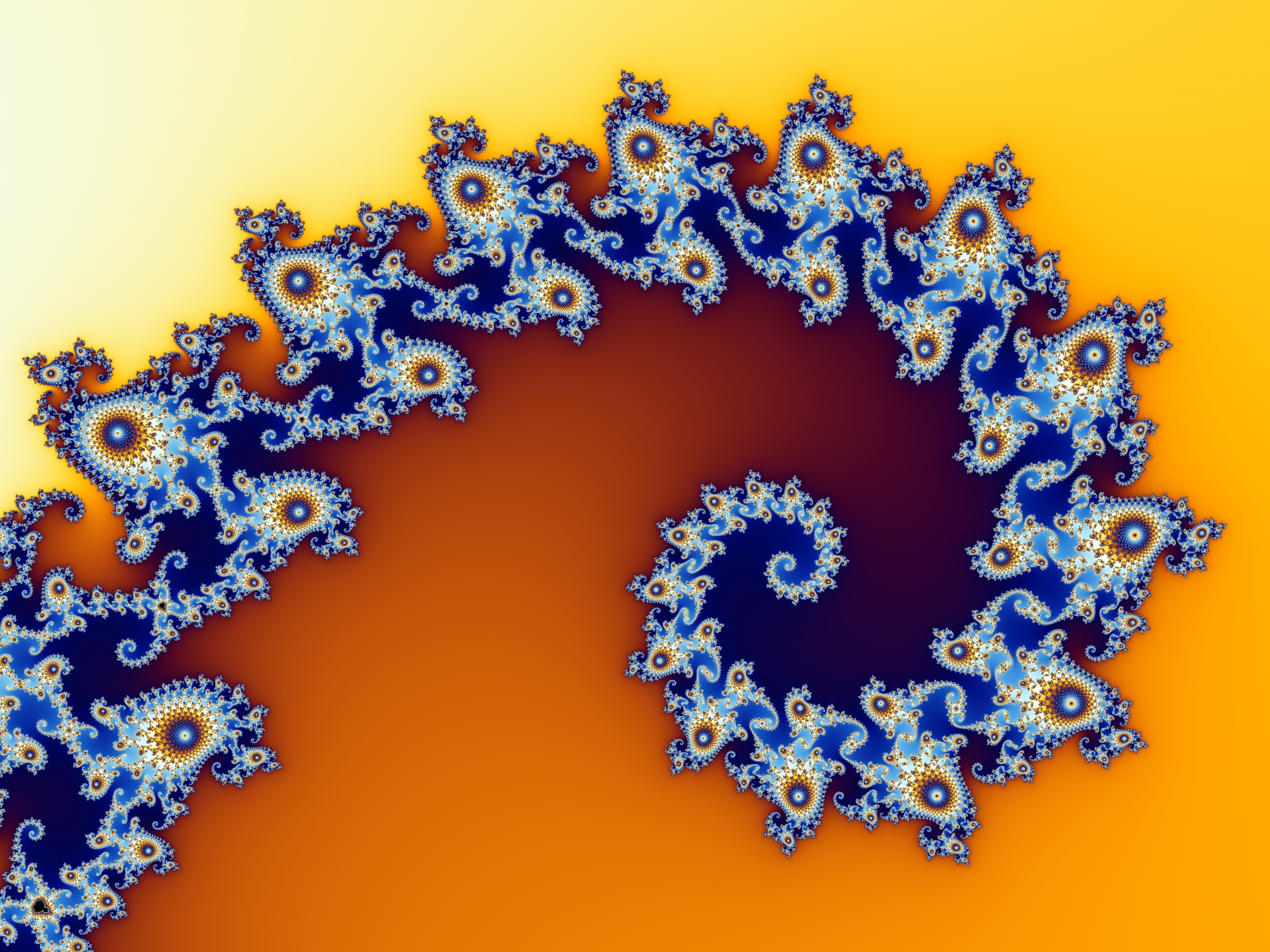
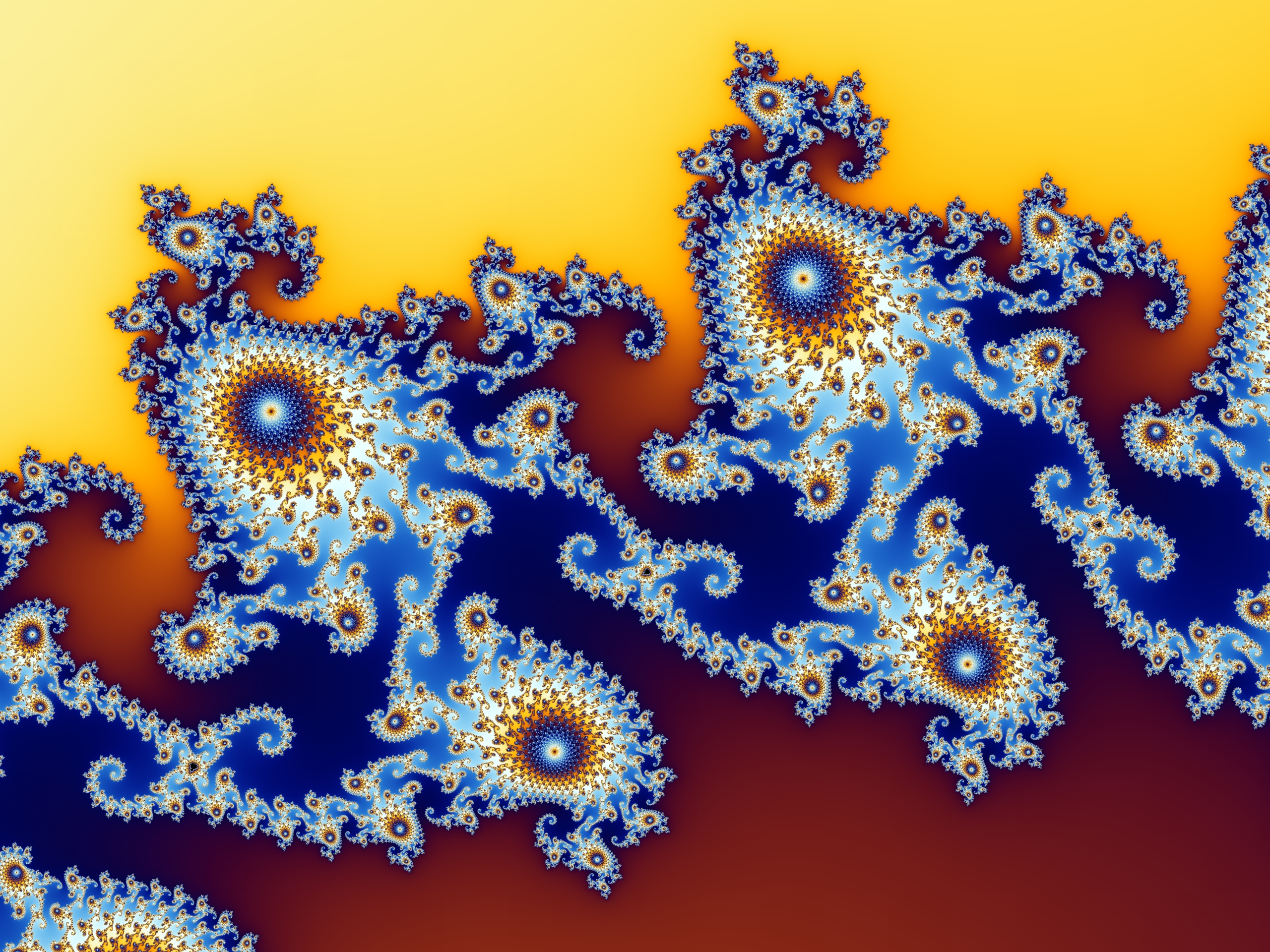
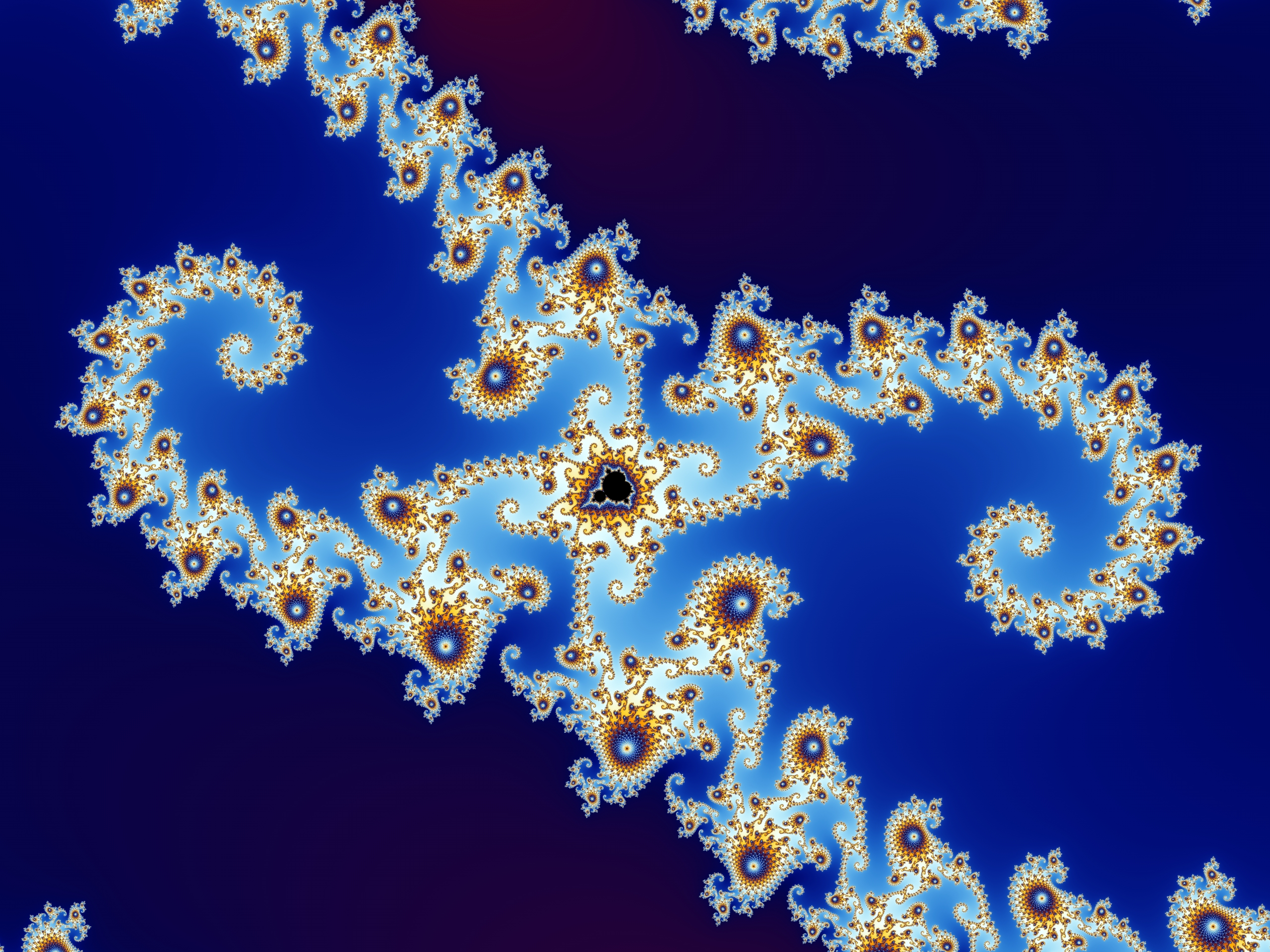
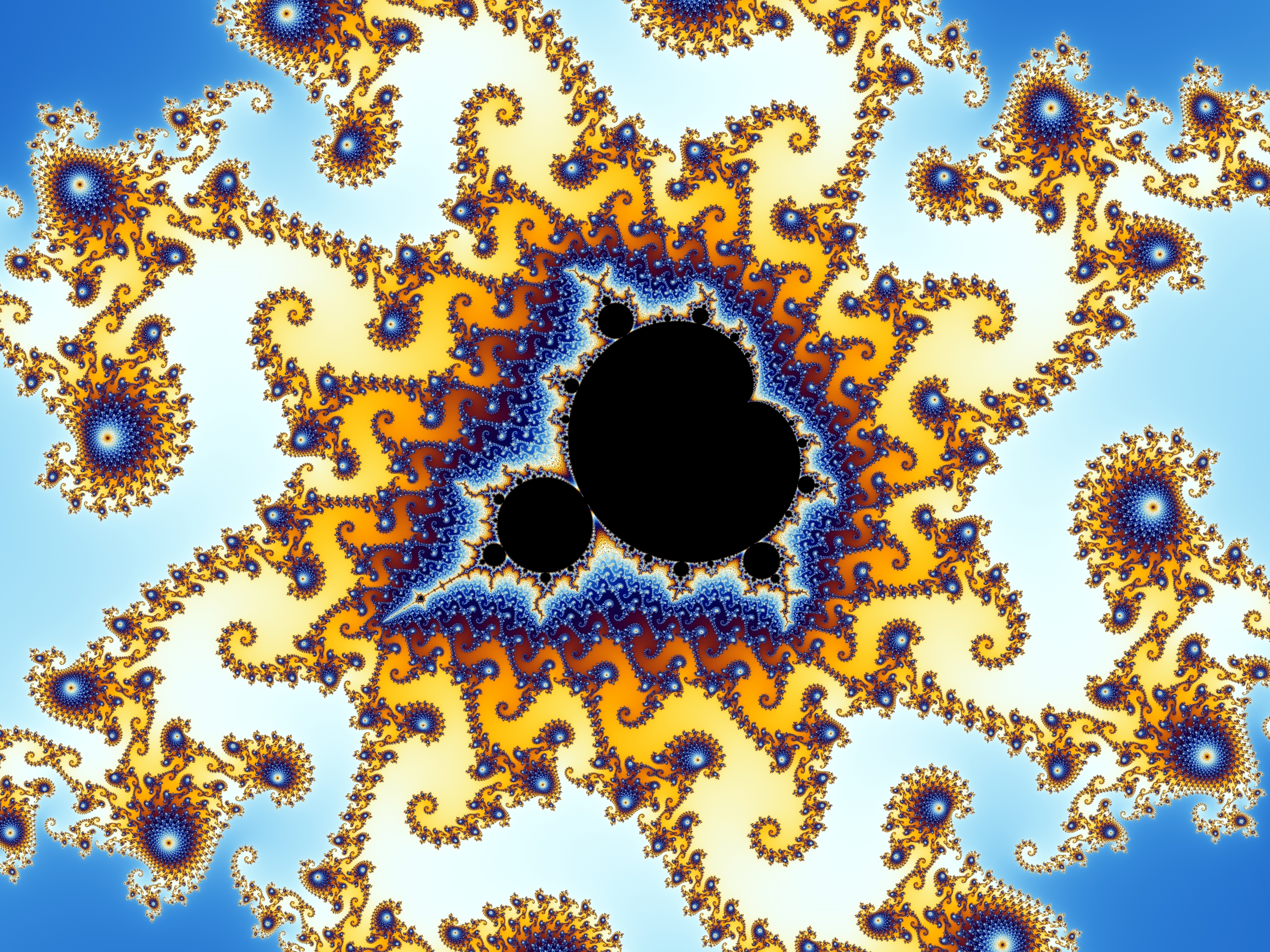
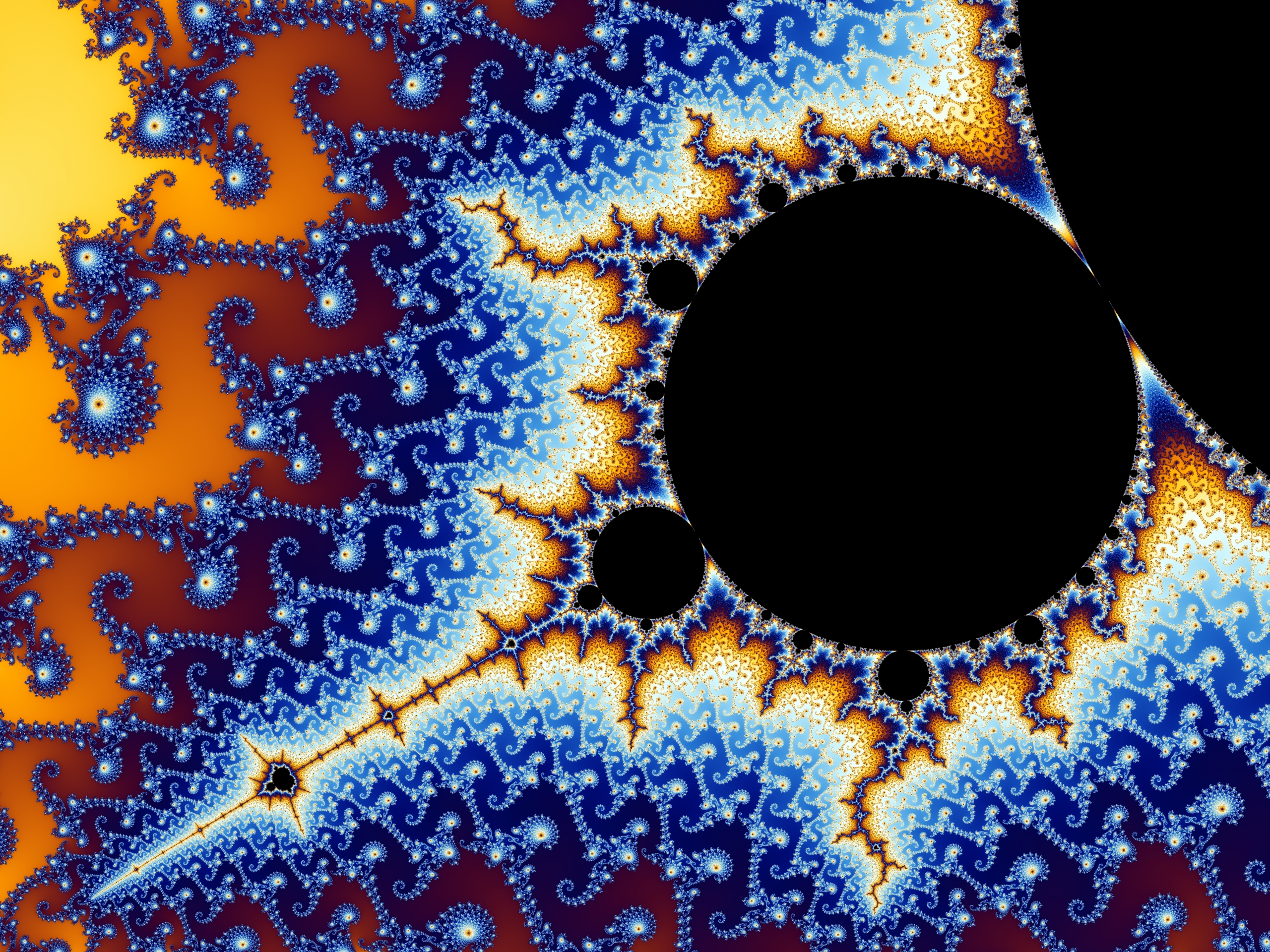
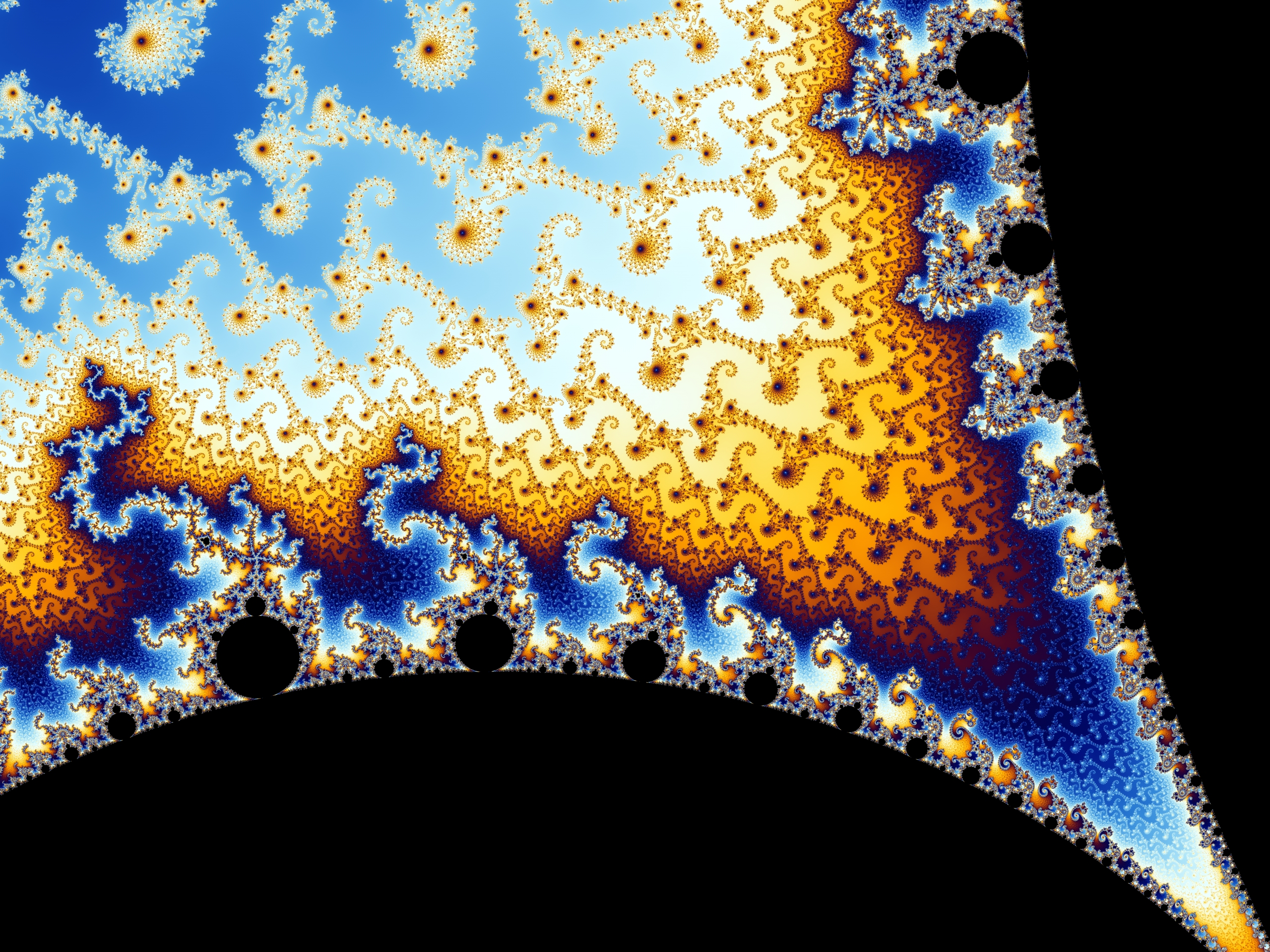
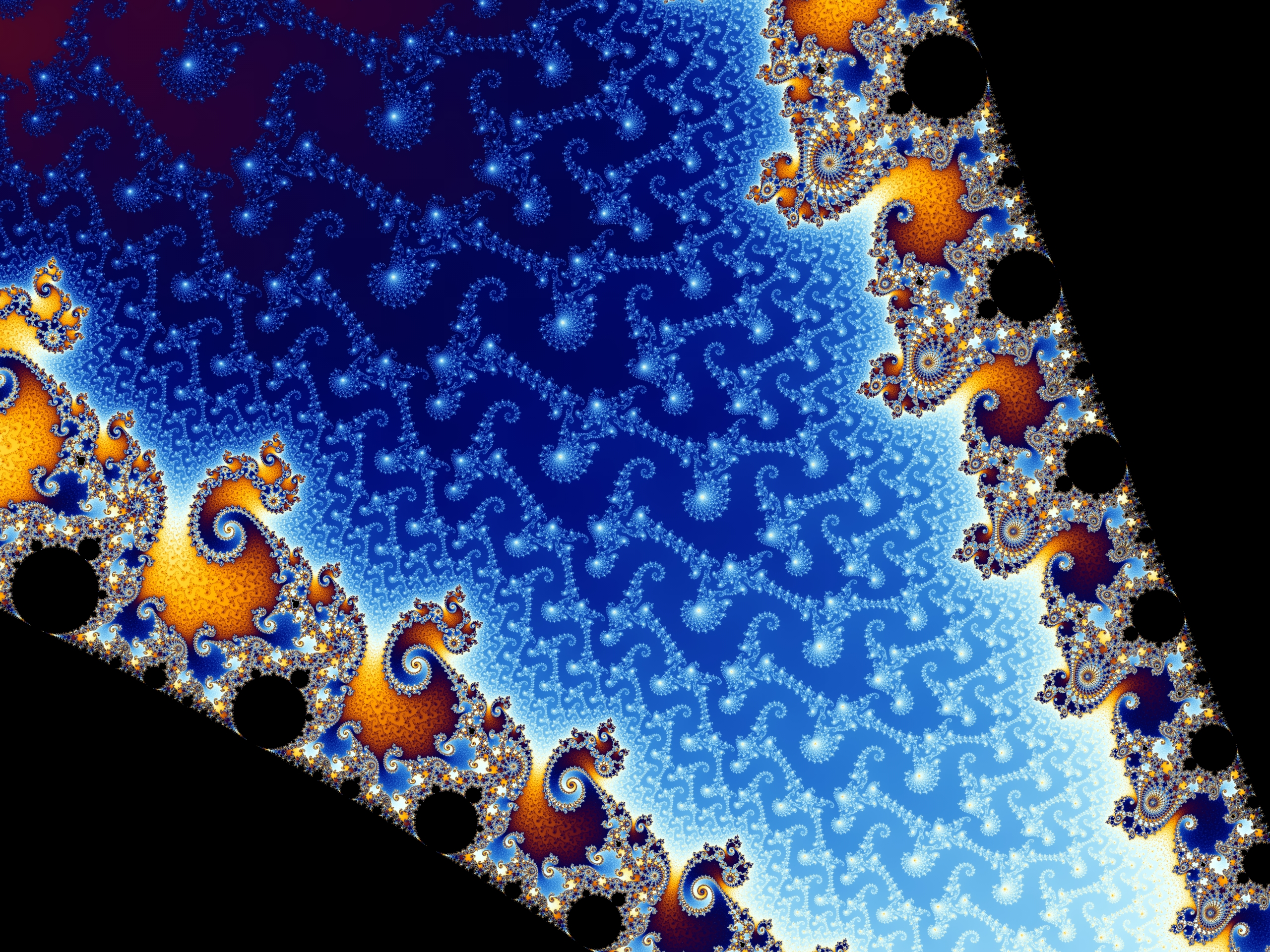
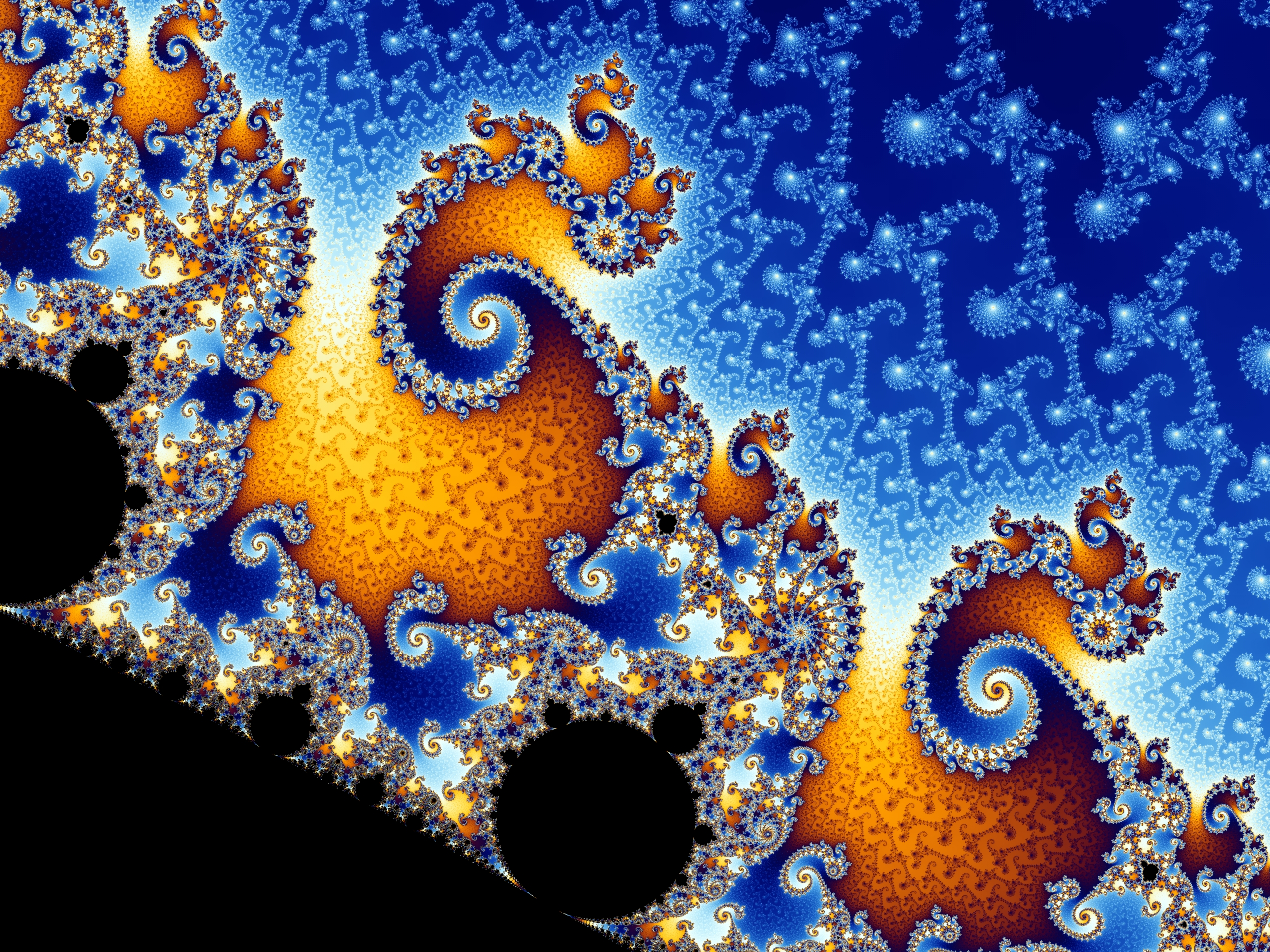
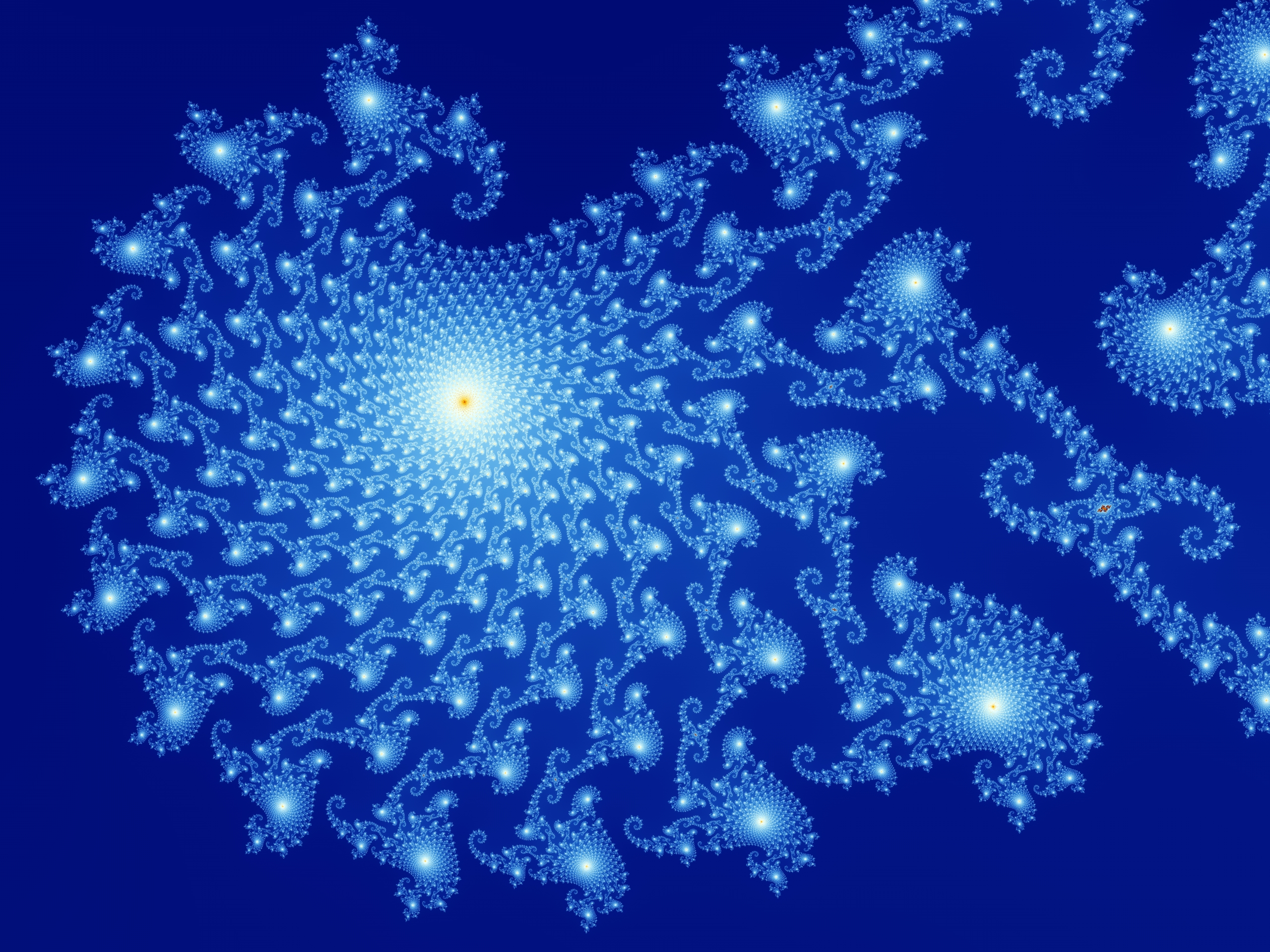
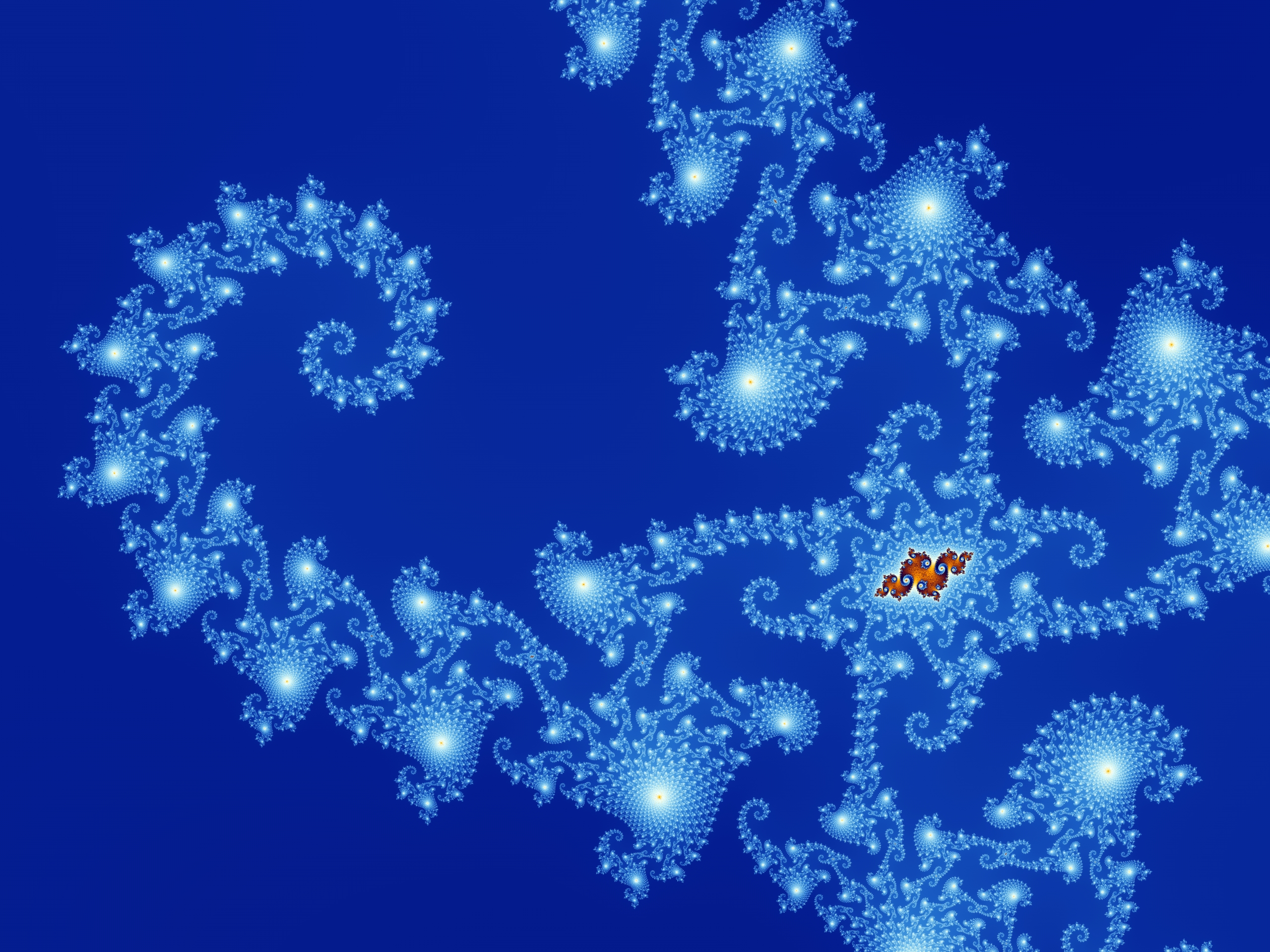
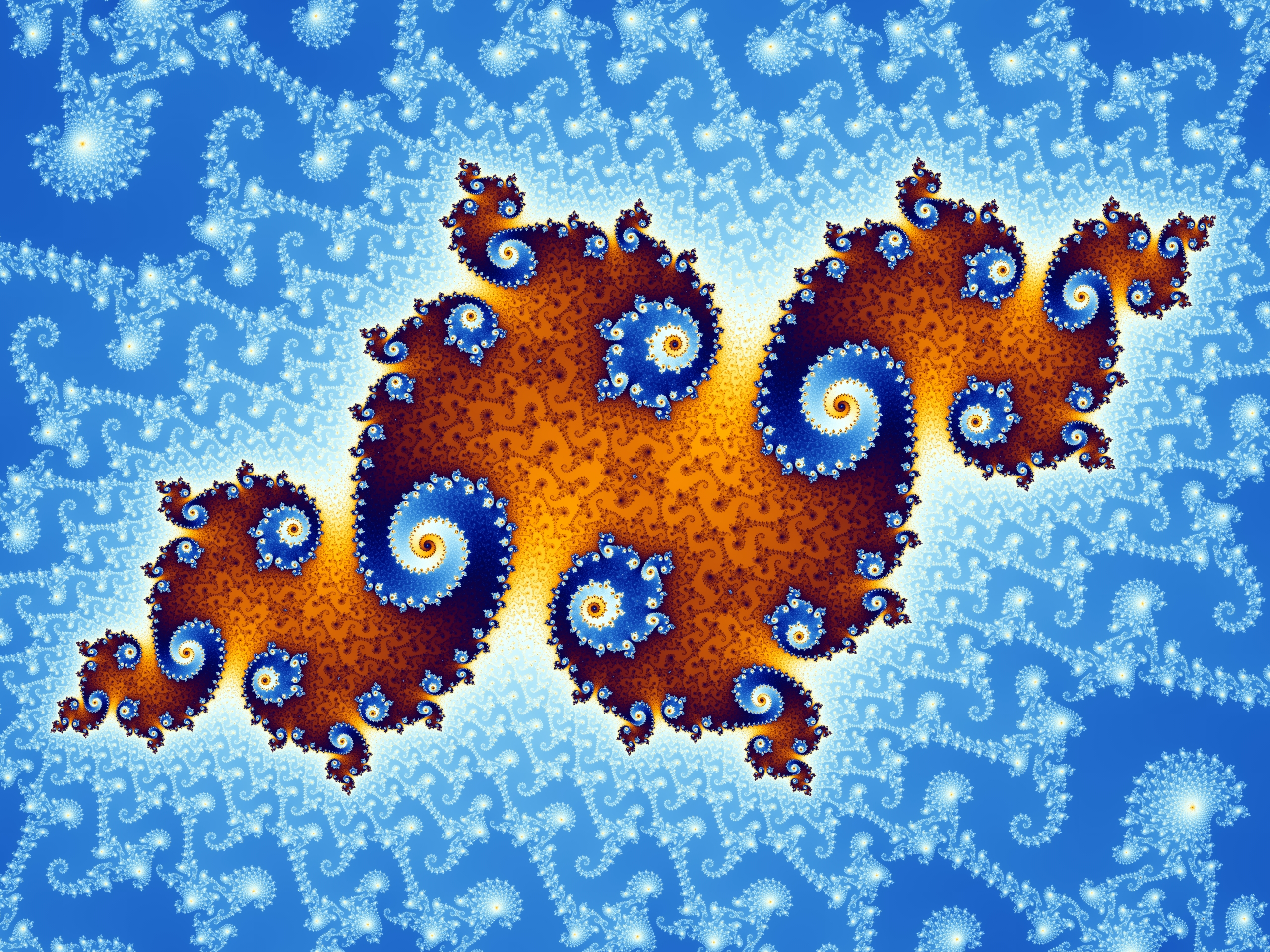